# Rosa oxyacantha
Rosa oxyacantha es una especie de planta del género Rosa, de la familia Rosaceae.

## Taxonomía
Rosa oxyacantha fue descrita por M. Bieb. en 1819.

## Distribución
Se encuentra en el territorio de Asia Central hasta Siberia y Mongolia.